# Ligne du jardin d'acclimatation
La ligne ferroviaire du jardin d’acclimatation est une ligne de chemin de fer à voie étroite de cinquante centimètres d'écartement, située dans le bois de Boulogne à Paris. Ouverte en 1878, elle relie aujourd'hui la porte Maillot au jardin d'acclimatation, distants de 800 mètres. Elle est la première ligne de France à voie très étroite à avoir transporté des voyageurs.

## Histoire

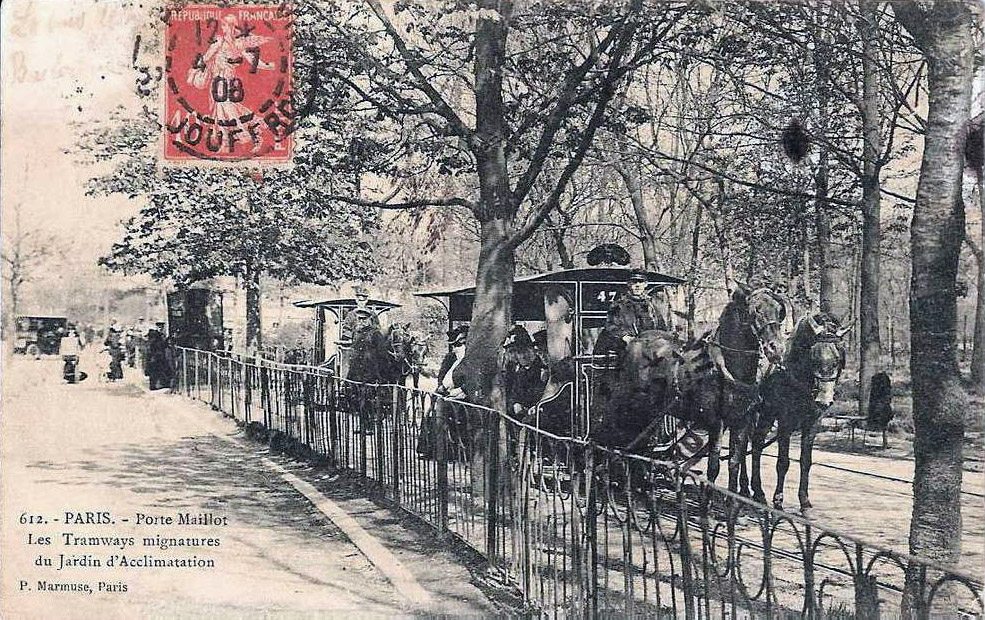
De 1880 à 1910, les voitures sont tractées par des poneys.

La ligne apparaît en 1878 lors de l'Exposition universelle de Paris. Deux kilomètres de voie à l'écartement de 50 centimètres sont utilisés pour la mise en place des exposants. Paul Decauville désire expérimenter sa voie étroite pour le transport de voyageurs. Il en propose alors l'utilisation pour la desserte de l'exposition par une ligne Trocadéro - École militaire par le Champ-de-Mars, mais l'autorisation lui en est refusée. Il propose la même installation au Jardin d'acclimatation qui l'accepte. Une voie circulaire de 1 500 mètres est posée à l'intérieur du jardin. La ligne transporte jusqu'à 3 000 passagers certains dimanches, à la vitesse maximale de 15 km/h, et reçoit un accueil très favorable de la part des visiteurs. Mais pour une raison inconnue, le réseau est très rapidement démonté.
En 1880, une nouvelle ligne, au tracé modifié, relie le jardin à la porte Maillot. Elle est posée par une autre entreprise et exploitée comme une ligne de tramway américain avec des véhicules tractés par des poneys. Ceux-ci laissent place à des tracteurs vers 1910. Vers 1930, la ligne est raccourcie à chacune de ses extrémités. Depuis, elle continue à relier la porte Maillot au jardin, sans avoir connu d'évolution importante.

## Tracé
La ligne comporte à l'origine un terminus en boucle à la porte Maillot. Elle suit un itinéraire à travers le bois, traverse la route de la Porte-Dauphine-à-la-Porte-des-Sablons puis pénètre dans le jardin. Les trains empruntent un parcours légèrement différent dans chaque sens ; le développement total est de cinq kilomètres. Les courbes minimales atteignent de huit à quinze mètres de rayon.
Au début des années 1930, la ligne est raccourcie à ses deux extrémités. Le tronçon à l'intérieur du jardin d'acclimatation est supprimé, et le remaniement routier du secteur de la porte Maillot où un souterrain est créé, impose le report du terminus le long de la route de la Porte-des-Sablons.

## Exploitation

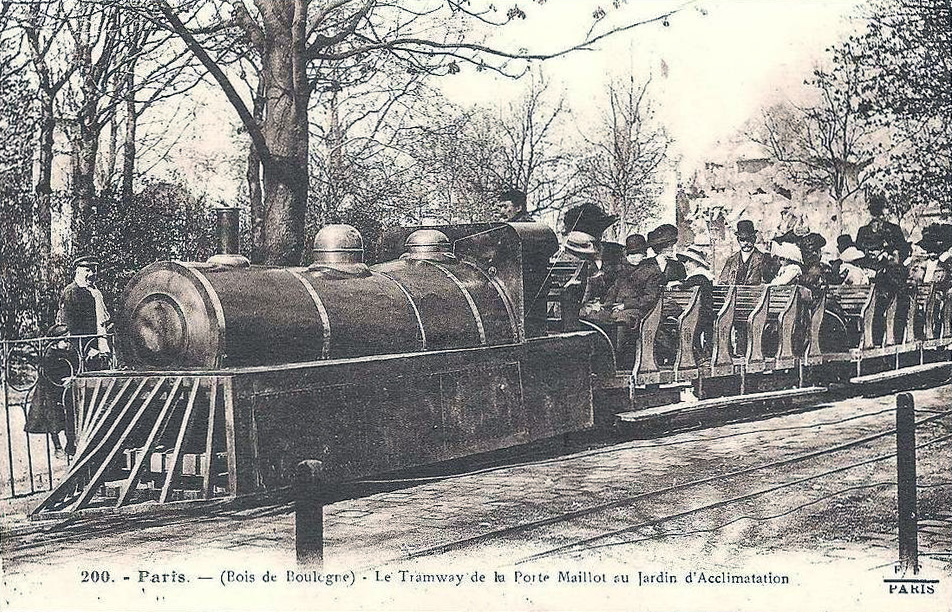
Les tracteurs livrés vers 1910 sont carénés en forme de locomotive à vapeur.

À l'origine, deux poneys tractent de petits véhicules circulant seuls ou par groupes de deux. Chaque voiture comporte huit places, les voyageurs s'assoient dos à dos sur une banquette longitudinale. La traction animale laisse place vers 1910 à des tracteurs, équipés d'une cabine de conduite à l'arrière du moteur. Ils tirent trois à quatre voitures ouvertes à banquettes transversales, dans le sens de la marche. L'apparence des tracteurs a évolué au fil des ans : les premiers sont carrossés en locomotive à vapeur, les seconds ressemblent à des taxis Renault, les derniers conservent une apparence classique.
En 1945, la pénurie d'essence provoque le remplacement des tracteurs pour des modèles électriques à accumulateurs, qui proviennent probablement de l'Exposition universelle de 1937. Leurs roues équipées de pneumatiques roulent sur le sol, à l'extérieur des rails. Toutefois, les tracteurs à essence sont rapidement remis en service. En 1960, Renault livre sept tracteurs à deux essieux couplés. Ils sont carrossés en locomotive à vapeur et décorés de couleurs vives. Ces machines mesurent 3,05 mètres de longueur et 1,20 mètre de largeur pour un poids de cinq tonnes. Ils atteignent 19 km/h grâce à leurs moteurs de cinquante-cinq chevaux. Les remorques restent celles des années 1910, la seule modification consistant en l'ajout d'une toiture légère durant les années 1950.
Les anciennes locomotives avec moteur à explosion ont été remplacées par de machines à traction électrique afin, selon la société d'exploitation, de lutter contre le réchauffement climatique.

## Tarification
En 2016, un trajet simple de la porte Maillot au jardin coûte 2,90 €. La ligne fonctionne tous les jours de l'année aux heures d'ouverture du jardin.

## Galerie de photographies

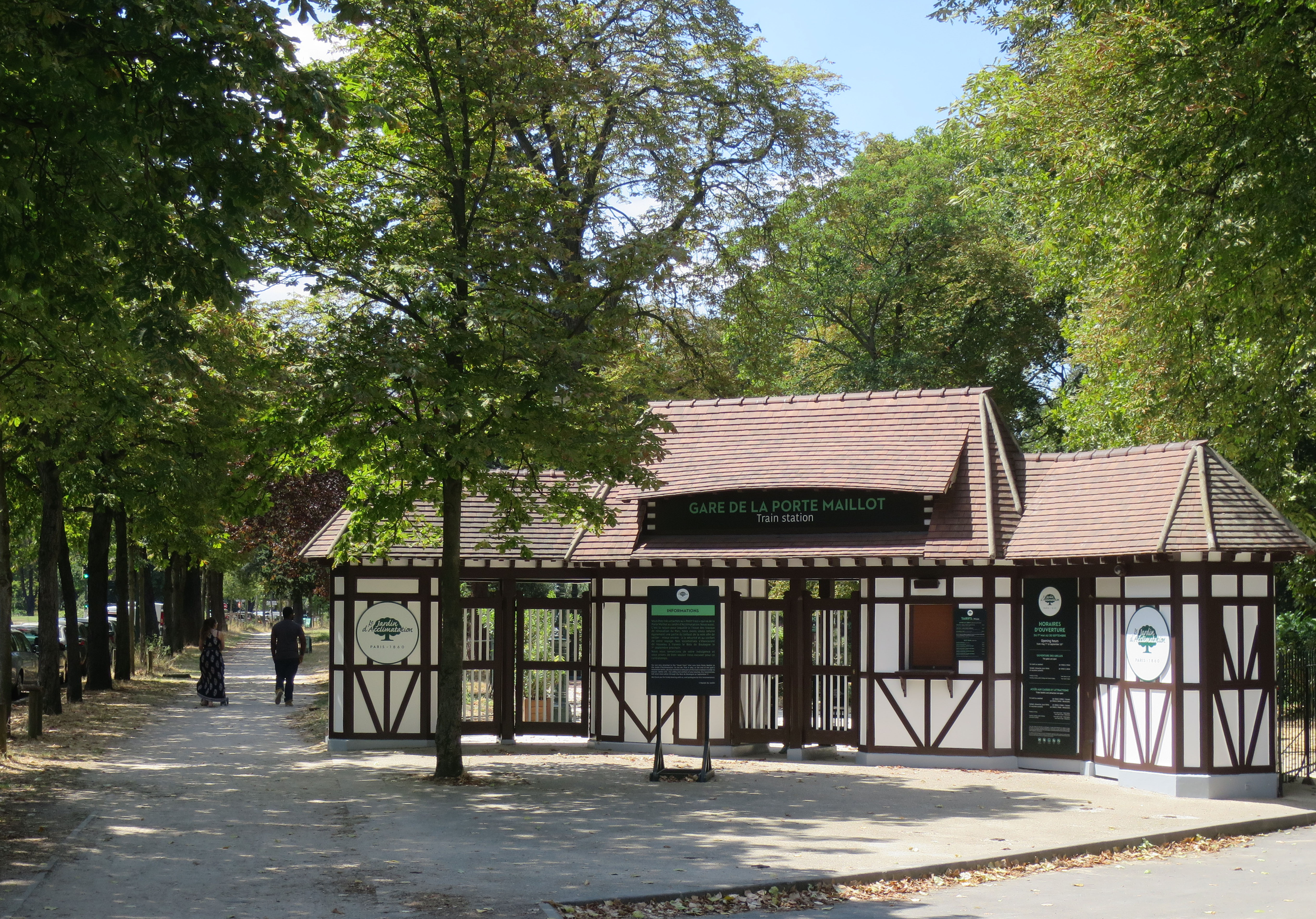
Gare de la porte Maillot.
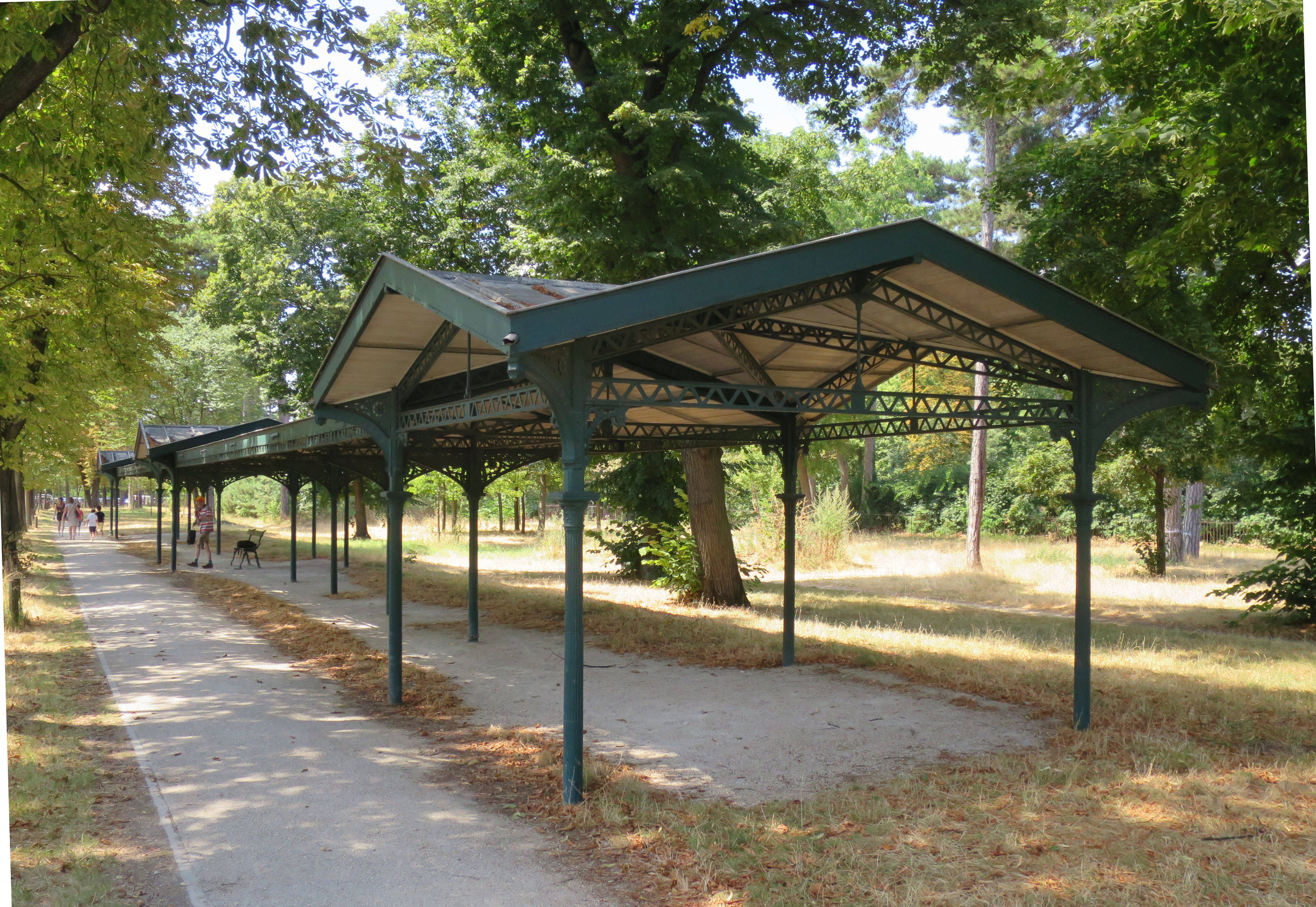
Auvent.
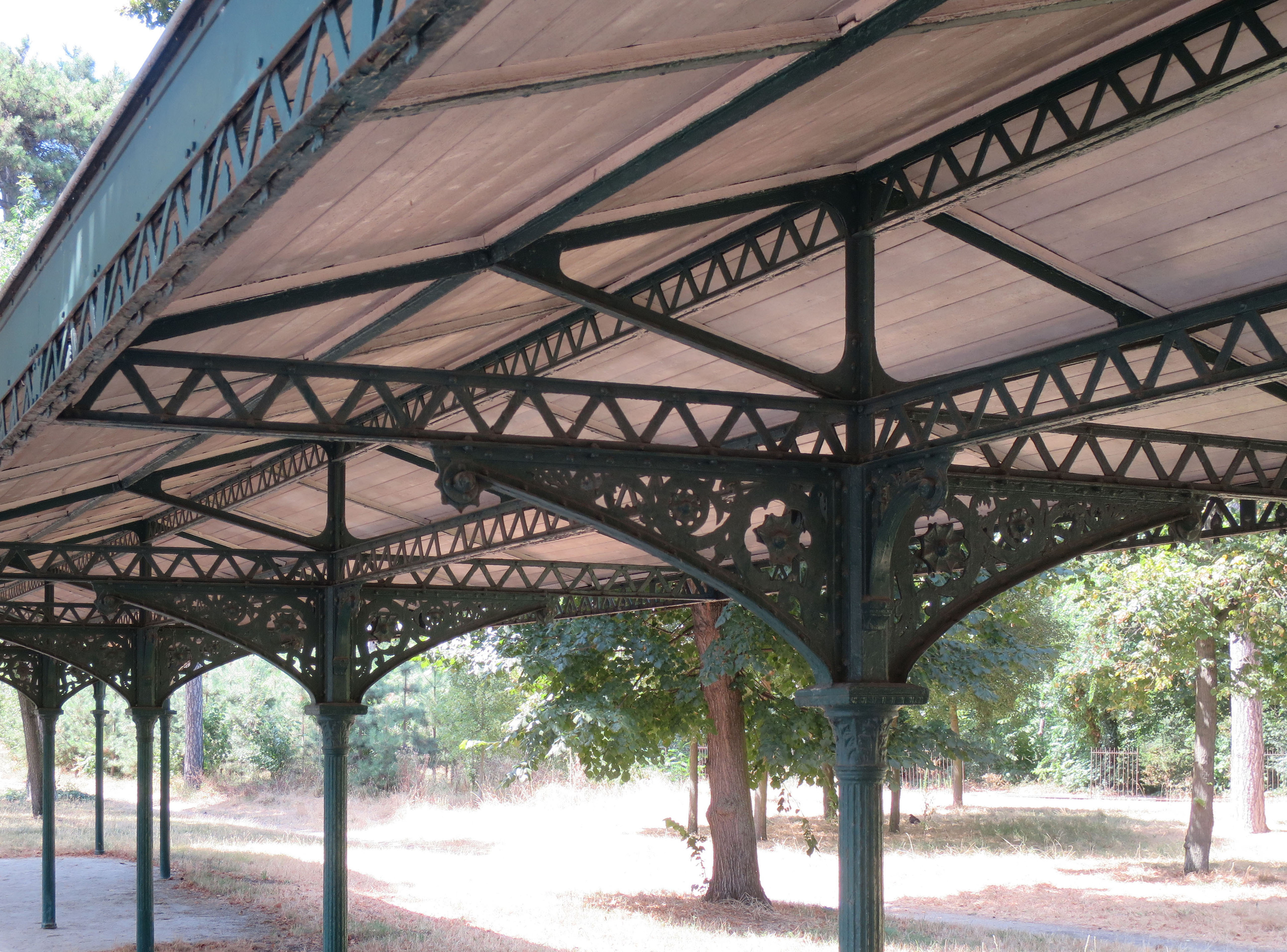
Détail de l'auvent.
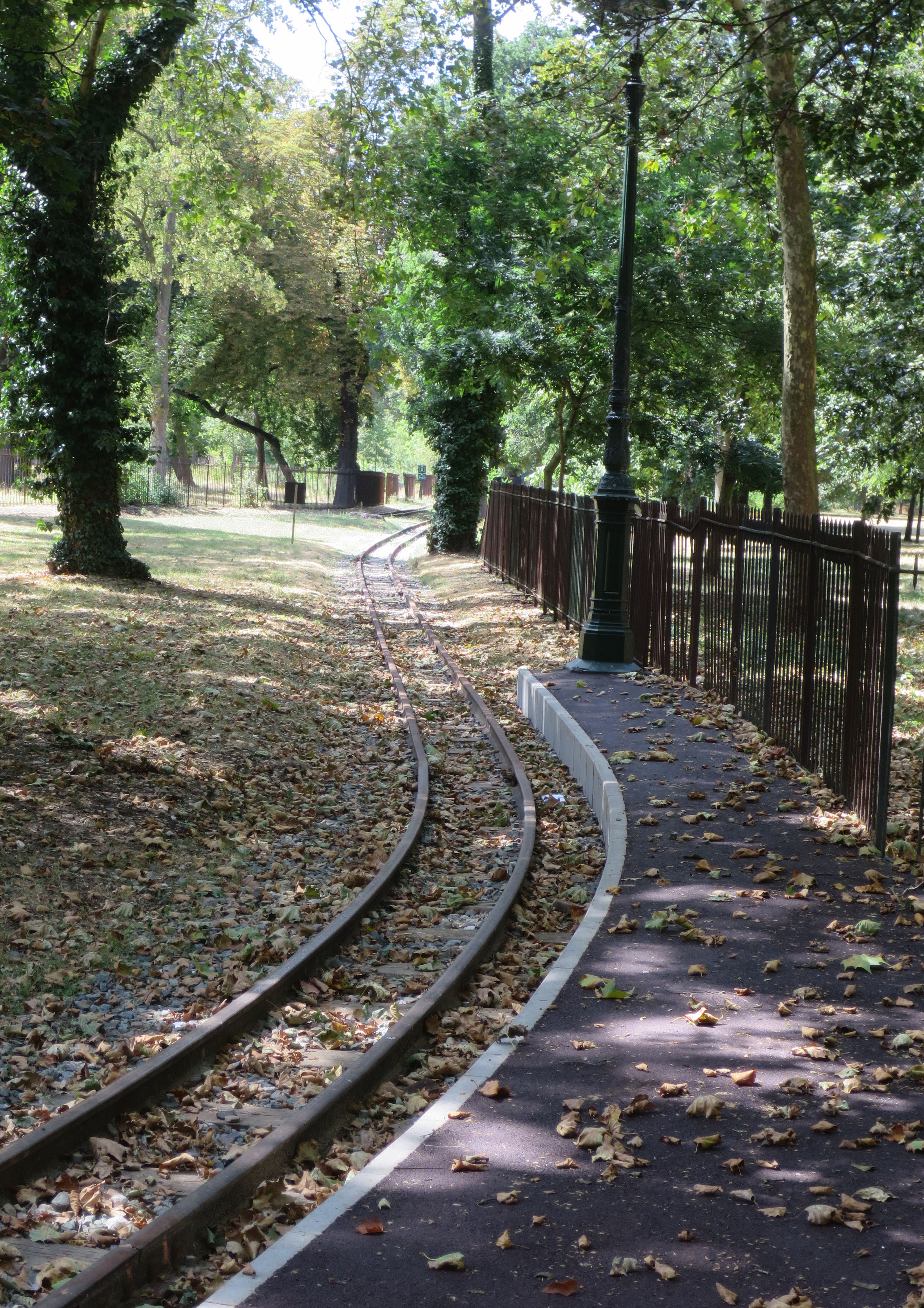
Rails et quai.